# HD38602
HD38602 — хімічно пекулярна зоря спектрального класу B9, що має видиму зоряну величину в смузі V приблизно  6,0.
Вона  розташована на відстані близько 795,5 світлових років від Сонця.

## Фізичні характеристики
Телескоп Гіппаркос зареєстрував фотометричну змінність  даної зорі з періодом    2,37 доби в межах від  Hmin= 6,06 до  Hmax= 6,03.

## Пекулярний хімічний вміст
Зоряна атмосфера HD38602 має підвищений вміст 
Si
.